# Оходен
О́ходен (болг. Оходен) — село у Врачанській області Болгарії. Входить до складу общини Враца.

## Населення
За даними перепису населення 2011 року у селі проживали 234 особи.
Національний склад населення села:
| Національність   | Кількість осіб | Відсоток |
| ---------------- | -------------- | -------- |
| болгари          | 226            | 97,4%    |
| цигани           | 6              | 2,6%     |
| турки            | 0              | 0%       |
| інша             | 0              | 0%       |
| не визначились   | 0              | 0%       |
| Всього відповіли | 232            |          |

Розподіл населення за віком у 2011 році:
Динаміка населення: